# WinZip
WinZip是一个由WinZip Computing（前Nico Mak Computing）开发，適用於Microsoft Windows作業系統的数据压缩软件。它原先的基礎是使用PKZIP，但也不同程度地支持其它压缩格式。
WinZip最初在1990年代早期出现，是一个共享软件，PKZIP的图形用户界面前台程序。1996年前后，WinZip加入来自Info-ZIP计划的代码，从此不需要PKZIP程序以执行。
从版本6.0到9.0，注册用户可以下载软件的最新版本，只需输入购买时获得的序列号就能获得一次免费升级。但从版本10.0起後，这项升级功能被取消。WinZip大致上分為标准版（Standard）和专业版（Professional）。
後來，微軟從Windows Me開始後的作業系統，包括Windows Vista以及Windows 7皆内建開啟壓縮檔的功能，一定程度上減少WinZip的销售量。
2006年5月，科立爾數位科技收购WinZip Computing。
WinZip的官方網站上提供為期30天的免费试用版本。然而，一些舊的版本仍然可以在试用期之后继续使用。

## 功能
- 创建或加入文件到ZIP压缩包、解压ZIP压缩包，还可解压部分其他格式压缩包。
- 可配置的Microsoft Windows Shell整合。
- 128位和256位AES加密。[7]这种加密方式替代了较早版本较不安全的PKZIP 2.0加密方式。加密的执行使用了Brian Gladman的代码，2003年3月27日被FIPS-197认证。[8]
版本9加入了64位PKZIP文件格式，消灭了压缩文件个数65,535的上限和4GB的压缩文件／被压缩文件大小上限。
- 支持bzip2(9.0)，PPMd(10.0)，WavPack(11.0)，使压缩文件能更小，但压缩／解压时间会更长（特别是当采用PPMd时）。
- 支持解压.bz2和.rar文件。
- 当合适的外部程序被安装时，WinZip可以支持ARC，ARJ，LHA压缩文件。
- 直接向CD/DVD写入ZIP。
- 自动备份功能
- 整合FTP上传
- 电邮ZIP压缩文件
- 使用Unicode来确保正确显示Zip内带有国际字符的文件名。（在版本11.2之前，WinZip不支持带有Unicode的文件名。[9] [10]在试图添加这些文件到压缩文件中时会弹出"Warning: Could not open for reading: ..."）
- 内建支持读写LHA和LZH压缩文件

## 历史
ZIP文件格式（PKzip）在1989年由Phil Katz和他的PKWare公司在MS-DOS上所发明。
因为PKWare没有为Zip注册商标和申请算法专利，并且没有意识到Windows将会统治操作系统市场，Nico Mak（当时效力于Mansfield Software Group, Inc.）抓住了这个时机并为Windows平台开发了WinZip。
据称一些被PKWARE使用的算法其实抄袭了System Enhancement Associates的Thom Henderson发明的ARC，这可能是PKWARE不能为PKZIP申请专利的原因。
WinZip 8.0是最后一个官方支援Windows 95的版本。
WinZip 9.0支持AES加密ZIP，BZip2算法压缩的ZIP压缩文件（仅仅解压）。
WinZip 10加入了创建／解压PPMD算法压缩的ZIP压缩文件。这是最后一个官方支持Windows 98以及Windows ME的版本。WinZip专业版（Pro）在这个版本中被引入，加入了自动操作和任务计划功能。
WinZip 11加入了创建／解压WavPack压缩的ZIP压缩文件的功能。安装程序仍然可以在Windows 98、ME上安装，但不被官方支持。WinZip专业版加入了被动FTP支持，FTP传输，e-mail通知，自定义工作选择，完整大小的图片浏览器等新功能。
WinZip 11.1获得Windows Vista认证，并將介面融入Windows Vista的主题，並開始支援64位元作業系統。
WinZip 11.2可以独立创建LHA压缩文件。加入Unicode文件名支持。
WinZip 12.0针对照片和图形文件的压缩进行了改进，可以直接将相机内的照片自动打包出来，可以在ZIP里面直接查看照片的缩略图。增加了对ISO、IMZ等新格式的支持。改进了加密算法和用户界面。
WinZip 12.1推出了全新的压缩文件格式ZIPX。并添加了可以对通过WinZip直接发送的电子邮件中的图片大小进行调整这一新功能。
WinZip 14.5開始支援Windows 7，並將使用介面改為和Microsoft Office 2007以及2010相同的Ribbon介面。